# Nierstraszellidae
Nierstraszellidae is een familie van keverslakken.

## Verspreiding en leefgebied
De soort leeft op gezonken drijfhout in het zuidwestelijke deel van de Grote Oceaan.

## Geslacht
- Nierstraszella Sirenko, 1992